# Instagib
Instagib是一个常见的竞技型FPS游戏模式，一击消灭敌人（可能贯穿多人），所有玩家通常只有一种武器，射速较慢，多数无限弹药（《雷神之锤》、《虚幻竞技场》），也可能要拾起敌手武器（《力》）游戏往往极具竞技色彩，需要协作和准确的跑位躲闪，通常适用的武器无飞行时间，如激光。这个组词的含义为立即成为碎块，英文来源是「instant」（立即；快速）gibs（「giblets」缩写，碎块）。

## 历史
Instagib诞生于《雷神之锤II》，在《虚幻竞技场》推动下流行，使用能量步枪，《雷神之锤III竞技场》中的railgun无限弹药；有时添加射击墙壁的火箭跳能力。Unreal Tournament还有另一种武器"Redeemer"装载大型导弹——弹头是微型核弹。效果可以摧毁一切玩家，但是它不是Instagib武器因为移动缓慢，缺少弹药，而且可以被其他武器击落。Instagib在开源FPS游戏《Nexuiz》中配有15发弹药的railgun，如果用尽不加补充，10秒后生命值减至0。
其他形式的包括彩蛋枪模式。

## 现实类射击游戏
而现实类射击游戏使用的是基于真实世界的武器，通常狙击枪具有如此特性。